# オーバーン・タイガース

オーバーン・カラーのSECのロゴ

オーバーン・タイガース（英語: Auburn Tigers）は、アメリカ合衆国アラバマ州オーバーンに本部を置くオーバーン大学のスポーツ競技チーム。NCAAディビジョンIのサウスイースタン・カンファレンス（SEC）に所属。

## 競技チーム
| 男子スポーツ                            | 女子スポーツ     |
| --------------------------------------- | ---------------- |
| 野球                                    | バスケットボール |
| バスケットボール                        | クロスカントリー |
| クロスカントリー                        | 馬術             |
| フットボール                            | ゴルフ           |
| ゴルフ                                  | 体操             |
| 水泳・飛込                              | サッカー         |
| テニス                                  | ソフトボール     |
| 陸上†                                   | 水泳・飛込       |
|                                         | テニス           |
|                                         | 陸上†            |
|                                         | バレーボール     |
| †屋外競技チームと室内競技チームがある。 |                  |

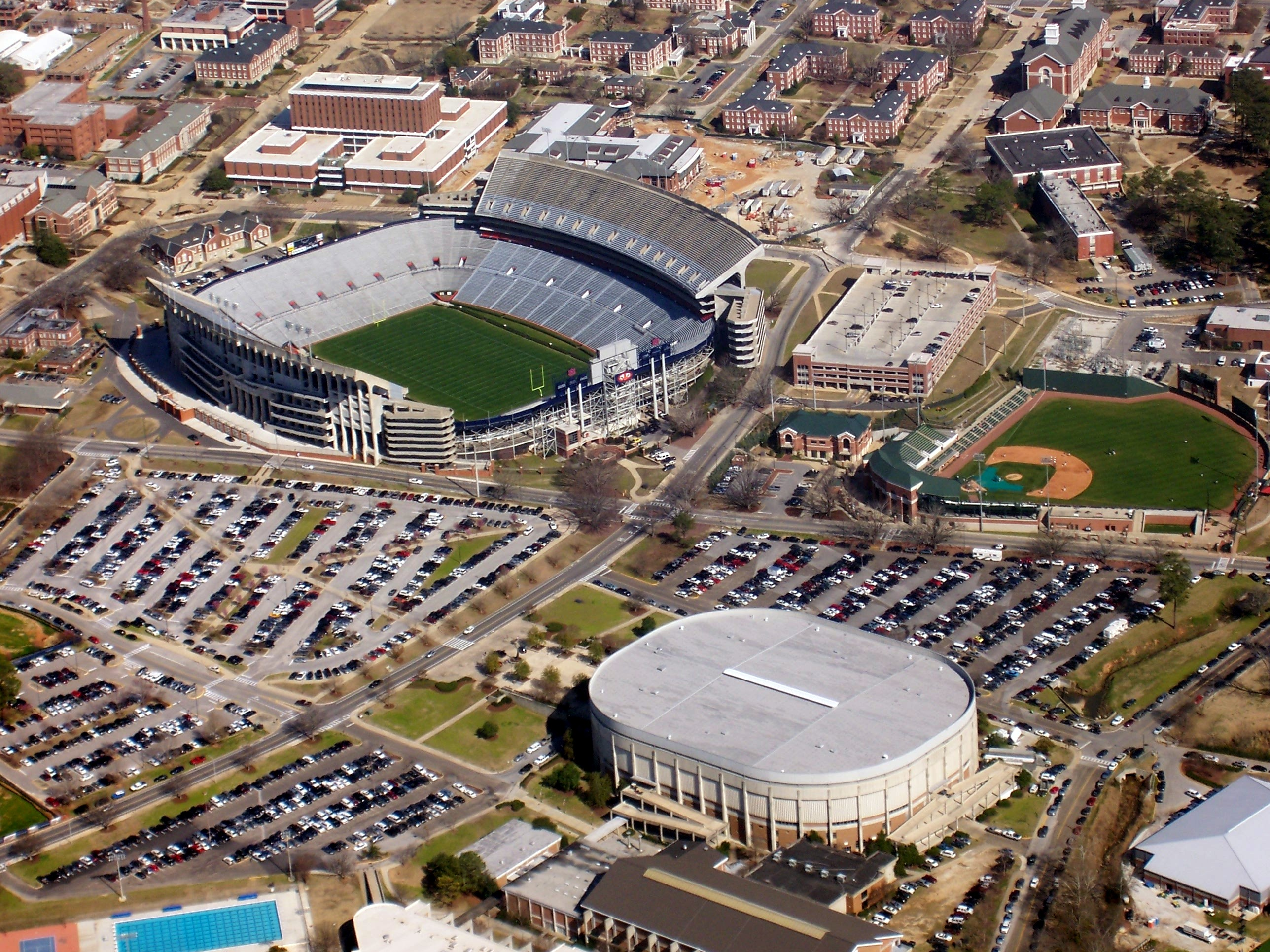
ジョーダン＝ハーレ・スタジアム、ビアード＝イーブス-メモリアル・コロシアム、サムフォード・スタジアム - プレインズマン・パークのヒッチコック・フィールド

オーバーン大学には13の競技チームが存在し、計19種目が行われている。

### フットボール
オーバーン大学はカレッジ・フットボール界において特に強豪として知られている。ジョン・ハイズマンが指導した大学の中で、ハイズマン賞受賞者を輩出した唯一の大学である (他、ジョージア工科大学、クレムソン大学) 。ジョーダン＝ハーレ・スタジアムは87,451人を収容でき、2011年1月現在、NCAAで10番目に大きいキャンパス内のスタジアムとなっている。
1957年と2010年にナショナル・チャンピオンを制覇している。2004年には13戦全勝したにもかかわらず、ランキングでは2位であった。他にも4度の全勝シーズン（1900, 1904, 1913, 1993）があるが、いずれにおいても1位にはランクされなかった。
2010年度シーズン、オーバーン大学はBCSナショナルチャンピオンシップゲームでオレゴン大学を破り、13戦全勝でシーズンを終了し、二回目の全米チャンピオンに輝いた。APランキング、USA TODAYランキング共に1位だった。

### 男子バスケットボール
男子バスケットボールチームもカレッジ・バスケットボールにおいて強豪として知られており、最も有名なOB選手としてバスケットボール殿堂入りを果たしているチャールズ・バークレーがいる。他にも、チャック・パーソン、ウェスリー・パーソン、クリス・ポーター、マーキス・ダニエルズ、ムーチー・ノリス、パット・バークなどが挙げられる。

#### 男子バスケットボール永久欠番
| オーバーン・タイガースの 男子バスケットボール永久欠番 |                        |      |           |          |
| No.                                                   | 選手                   | Pos. | 在籍期間  | No. Ret. |
| 11                                                    | ウェズリー・パーソン   | SG   | 1990–1994 | 2006     |
| 15                                                    | ジョン・メンゲルト     | SG   | 1968–1971 | 2001     |
| 30                                                    | マイク・ミッチェル     | SF   | 1974–1978 | 2013     |
| 32                                                    | レックス・フレデリック | F    | 1956–1959 | 2006     |
| 34                                                    | チャールズ・バークレー | PF   | 1981–1984 | 2001     |
| 45                                                    | チャック・パーソン     | SF   | 1982–1986 | 2006     |